# Antonio Ramiro Pérez
Antonio Ramiro Pérez, més conegut com a Antoñito (2 de febrer de 1978) és un futbolista professional andalús, ja retirat, que ocupava la posició de davanter.
Format al planter del Sevilla FC, amb el filial despunta la temporada 00/01, en la qual marca fins a 40 gols, a la vegada que debuta amb el primer equip sevillista, jugant cinc partits de Segona Divisió. A l'any següent és cedit al Recreativo de Huelva. Anota set gols en 18 partits, cosa que fa que al mercat d'hivern siga repescat pel Sevilla, ara a primera divisió. El davanter acaba la temporada jugant tan sols sis partits, tots eixint de la banqueta.
Ja com a integrant del primer equip del Sevilla, durant les tres següents temporades té força aparicions, però no acaba d'assolir la titularitat. La temporada 05/06 és cedit de nou, ara al Racing de Santander, on qualla una bona temporada.
L'estiu del 2006 fitxa pel Reial Múrcia CF. Amb l'equip pimentoner marca set gols que ajuden a aconseguir l'ascens a la màxima categoria. No continua a Múrcia i fitxa pel Xerez CD. La temporada 08/09 hi marca 13 gols, assolint el seu quart ascens a primera divisió, en aquest cas, el primer de la història del club de Xerès.
La temporada 2011-12 ha signat per l'Atlètic Balears, club de Segona Divisió B.